# 英士村
英士村（芃芃社、繃繃社），屬台灣宜蘭縣大同鄉，位於雪山山脈東南山麓，蘭陽溪西北岸，與新北市、桃園市接臨，全村面積80.1826平方公里。原為泰雅族芃芃社（繃繃社/Bonbon），以部落後方的芃芃山(盆盆山/Bonbon）而得名，又說為鹿角茸之意（當地多鹿），又一說為蜜蜂「嗡嗡」（Bongbung）聲（當地多蜜蜂）。漢字原應譯寫為「芃芃」。芃，音「朋」。梵，音「飯」。但戰後迄今，無論政府及民間地圖與旅遊及戶政門牌，幾乎全誤寫為字型相似的「梵梵」（Fanfan）。村內重要聚落與地名有芃芃（繃繃社）、林森溪（排骨溪，1959年為紀念國民政府主席林森改稱）。

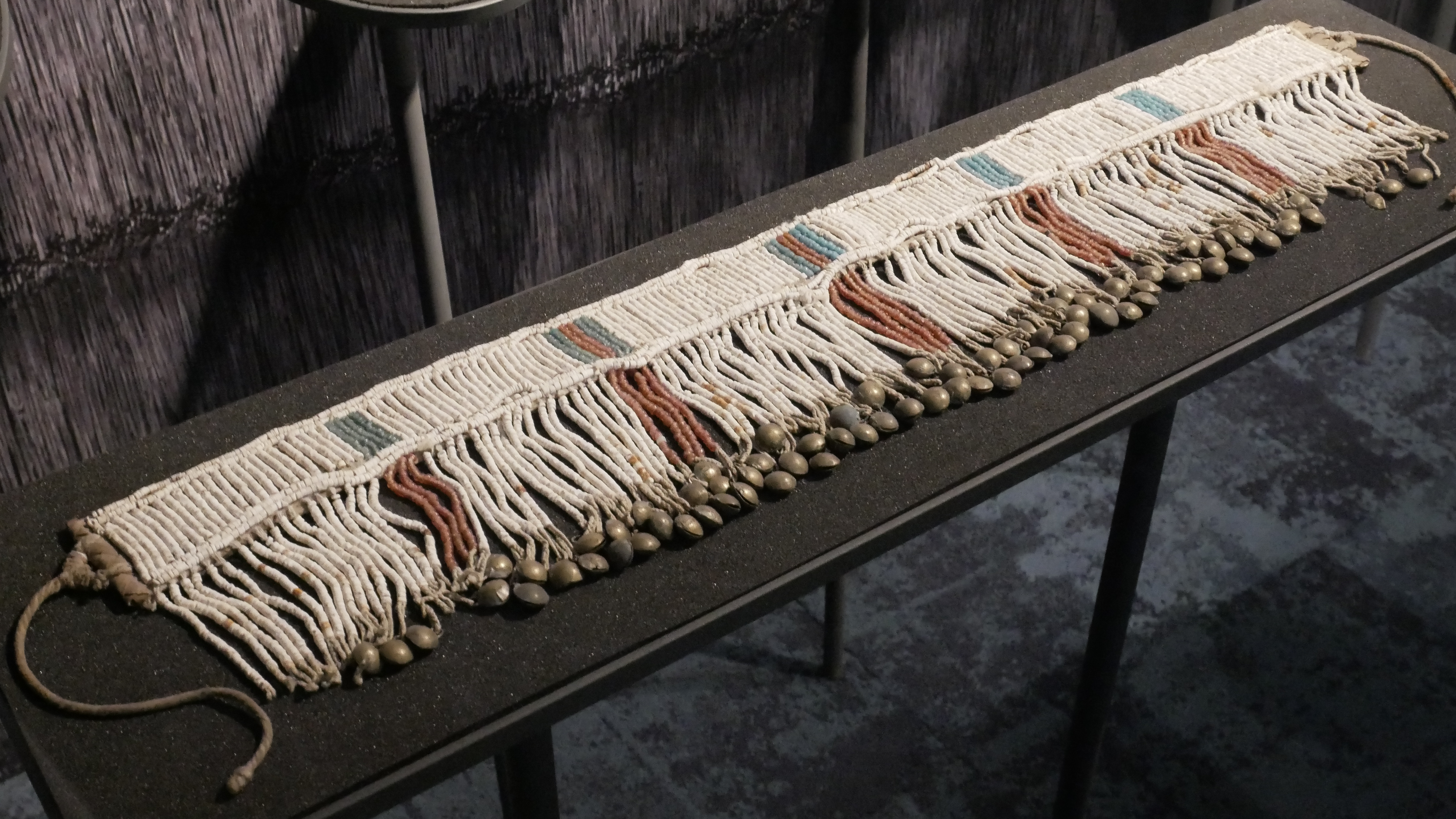
芃芃社男子貝珠銅鈴腰飾

## 歷史
本村原屬於濁水村範圍，民國40年8月，濁水村改爲樂水村，民國60 (1970年)年4月1日樂水村再分為樂水村（瑪崙、東壘）、英士村二村：英士村始自成一村，村名以紀念國民革命先烈陳其美（陳英士）。

## 景點
本村背山面河，形勢天成，有相當豐富的遊憩景點，包括：芃芃溪、芃芃溫泉、樓蘭森林遊樂區的神木群、森林浴及苗圃風光和明池（池端）的高山湖泊攬勝。